# 莱图什
莱图什（法語：Les Touches，法語發音：[le tuʃ] ⓘ）是法国大西洋卢瓦尔省的一个市镇，位于该省东部，属于沙托布里扬-昂斯尼区。

## 地理
莱图什（47°26'31"N, 1°25'50"W）面积35.15 平方千米，位于法国卢瓦尔河地区大区大西洋卢瓦尔省，该省份为法国西北部沿海省份，位于布列塔尼半岛东南部，北起伊勒-维莱讷省，西北接莫尔比昂省，西临大西洋，南至旺代省，东临曼恩-卢瓦尔省。
与莱图什接壤的市镇（或旧市镇、城区）包括：埃德尔河畔茹埃、利涅、穆泽伊、埃德尔河畔诺尔、佩蒂马尔、埃德尔河畔特朗。

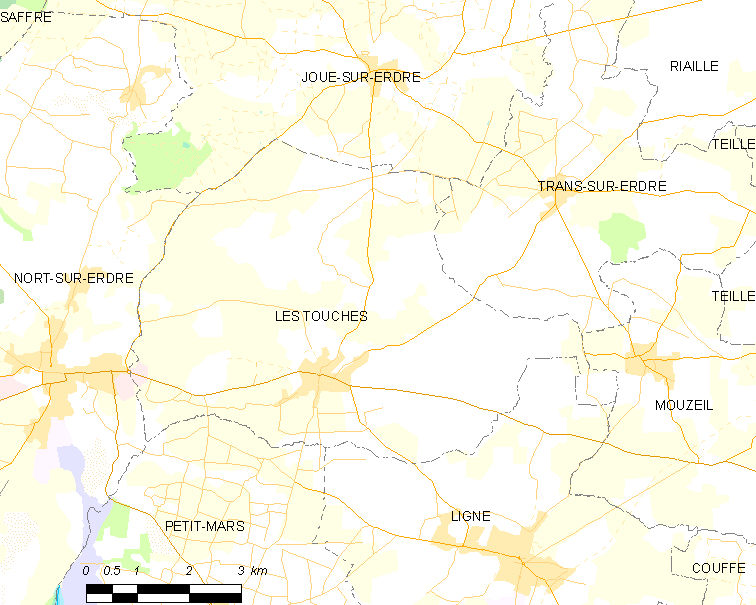
莱图什的OSM定位图

莱图什的时区为UTC+01:00、UTC+02:00（夏令时）。

## 行政
莱图什的邮政编码为44390，INSEE市镇编码为44205。

## 政治
莱图什所属的省级选区为埃德尔河畔诺尔县。

## 人口

1962-2008年间莱图什人口变化图示

莱图什于2022年1月1日时的人口数量为2619人。